# Tepetongo
Tepetongo è una municipalità dello stato di Zacatecas, nel Messico centrale, il cui capoluogo è la omonima località.
Conta 7.090 abitanti (2010) e ha una estensione di 724,01 km².
Il villaggio fu fondato il 9 giugno 1596 dal capitano Don Juan De La Torre e il suo nome in lingua nahuatl significa pavimentato.